# 三井物產株式會社舊倉庫
三井物產株式會社舊倉庫，又名臺北記憶倉庫，原位於臺灣臺北市中正區忠孝橋頭，為日治時期由三井物產所於1914年興建，列歷史建築，2015年因西區門戶計畫區移至交八廣場，導致文資團體抗議，2018年重組修復後作文藝展覽。

## 歷史

### 建立緣由
1900年代，三井物產株式會社台北總部與倉庫原設於大稻埕河岸，至1910年代時皆遷往北門町。三井倉庫所在的北門口於1913年11月29日發生大火導致八戶木造建築焚毀，因此1914年5月21日，三井物產株式會社本店發出公文，同意建造磚瓦建材的二層倉庫。
此建築設計為四柱三間連續拱間，寄棟式屋頂，主樑木桁架跨距深遠，建物中央正背立面均設山牆。一樓外觀三道拱圈構成，坪數75.288坪；二樓外觀有三座垂直長條窗，坪數87.75坪。倉庫於1914年興建完成後，即交由與三井財團關係密切的廣通運輸社經營，1935年以日幣1,005圓整修後，交給日東商船組經營。

### 納入文保

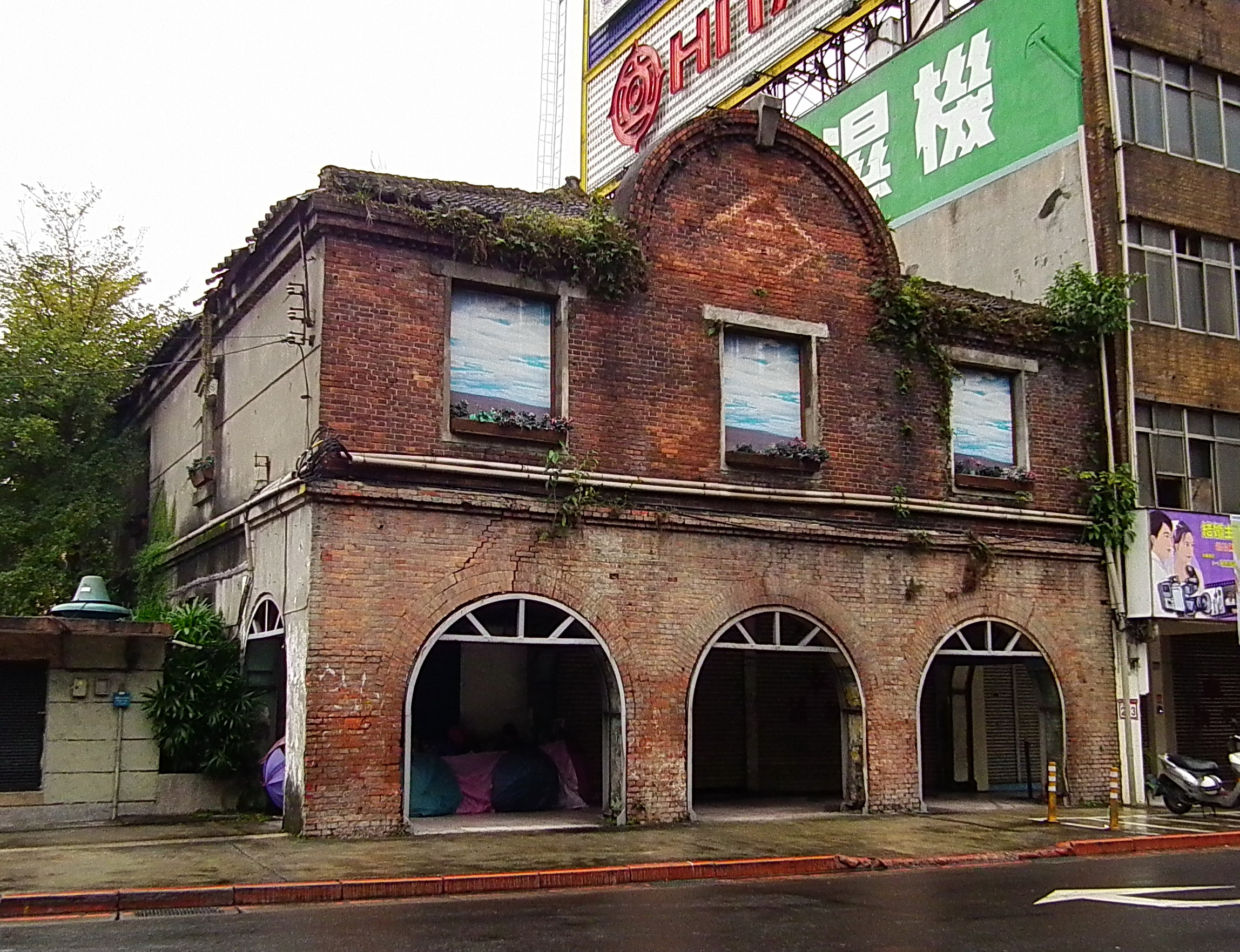
原址景觀

二戰結束後，交由臺灣省政府物資局管理，精省後，2002年由臺鐵接管，短暫出租商用後，即荒廢多年。此地屬於中正區光復里，林洲民就曾住在這里。
2009年7月16日，市議員李文英會同台北市政府文化局、都市更新處會勘時，文化局二科科長鄧文宗表示過去不曾有人提報此建物為古蹟，文化局將於8月中旬召開文化資產審議委員會調查。2011年6月25日，文化資產審查委員會上，將此倉庫以「三井物產株式會社舊倉庫」之名登錄為歷史建築。

### 遷移計畫
2015年，西區門戶計畫，市府計畫編列180萬元將交給新工處找建築師來規劃三井舊倉庫拆遷重建。文保團體則在聯署網站campaign.tw-npo.org發起原地保留搶救。洪致文於10月1日投書說，三井倉庫原位處對於台北城走向現代化有重要的歷史見證意義，展現了清代城牆轉化為三線路的歷史脈絡。12月2日，副市長林欽榮親赴民進黨團說明爭取預算支持時，民進黨團總召吳思瑤表示文化局都須提出更完整文化資產再利用計畫，她才可能支持遷移。同月15日晚，北府舉辦西區門戶計畫三井倉庫遷移座談會，都發局長林洲民提出要將三井倉庫往東移動70公尺。
2016年2月5日，因北市府即將拆除忠孝橋引道，都發局長林洲民、文化局長謝佩霓特別到場會勘三井舊倉庫，發現屋內殘破不堪，木質構件散落一地，樓梯也早就腐朽。3月9日，台北市文化資產審議委員會上，旁聽的文資團體「搶救北北三」不斷高聲抗議，甚至想強行進入會議室，一度與主持會議的副市長鄧家基爆發口角衝突，最後因米復國、薛琴、張崑振等文資委員意見分歧，歷時三個多小時的會議仍沒結論，改日定案。

### 重建工程
議員許淑華曾於說明會時質疑，沒見到都發局要用甚麼工法遷移，對於能不能恢復原貌式表示存疑。雖歷經在地文史工作者與文資團體反彈，市府仍決定拆遷51公尺重組，於2018年1月19日舉行上梁儀式。
負責重建的建築師符宏仁回憶，當初舊倉庫裡頭雜草叢生，所有木頭樑柱、梯子全部倒塌，還有流浪漢丟垃圾進來，光清理就花了快四個月，舊屋瓦能保留的約5%，木頭則25%到30%，磚頭多數堪用，其後，舊屋瓦全數鋪在倉庫正面。整個計劃由符宏仁及福清營造將原有建物記錄編號，拆卸後再重新組裝。上頭原有印有三井株式會社商標的半圓形山花，已不堪使用，移倉庫內部屏風之用，新山花與三井株式會社商標，則仿舊模式重新打造。
重組建築的騎樓樑柱旁有玻璃地板，可看到下方樑構與隔震墊。此避震系統耗資新台幣1,000多萬元打造，在每根樑柱底下都設置一個橡皮鉛心的隔震墊，總共放置28塊防震墊，讓建物可承受7級強震。文化局表示，此隔震系統是為考量未來遷回原址、以及避免受到車輛行駛之振動及地震影響而增設。營造商說明因三井倉庫剛好是個拆掉重組的個案，所以新址所在的地層，可重新做成能裝隔震的RC基礎。
為呼應台北市政府海綿城市政策，廣場鋪面選用低彩度、簡潔洗練的透水混凝土鋪面，雨水還可回滲至原土層，地崁燈設計運用不同色溫變化呈現歷史脈絡，呈現出不同層次的感覺。

### 文資活化

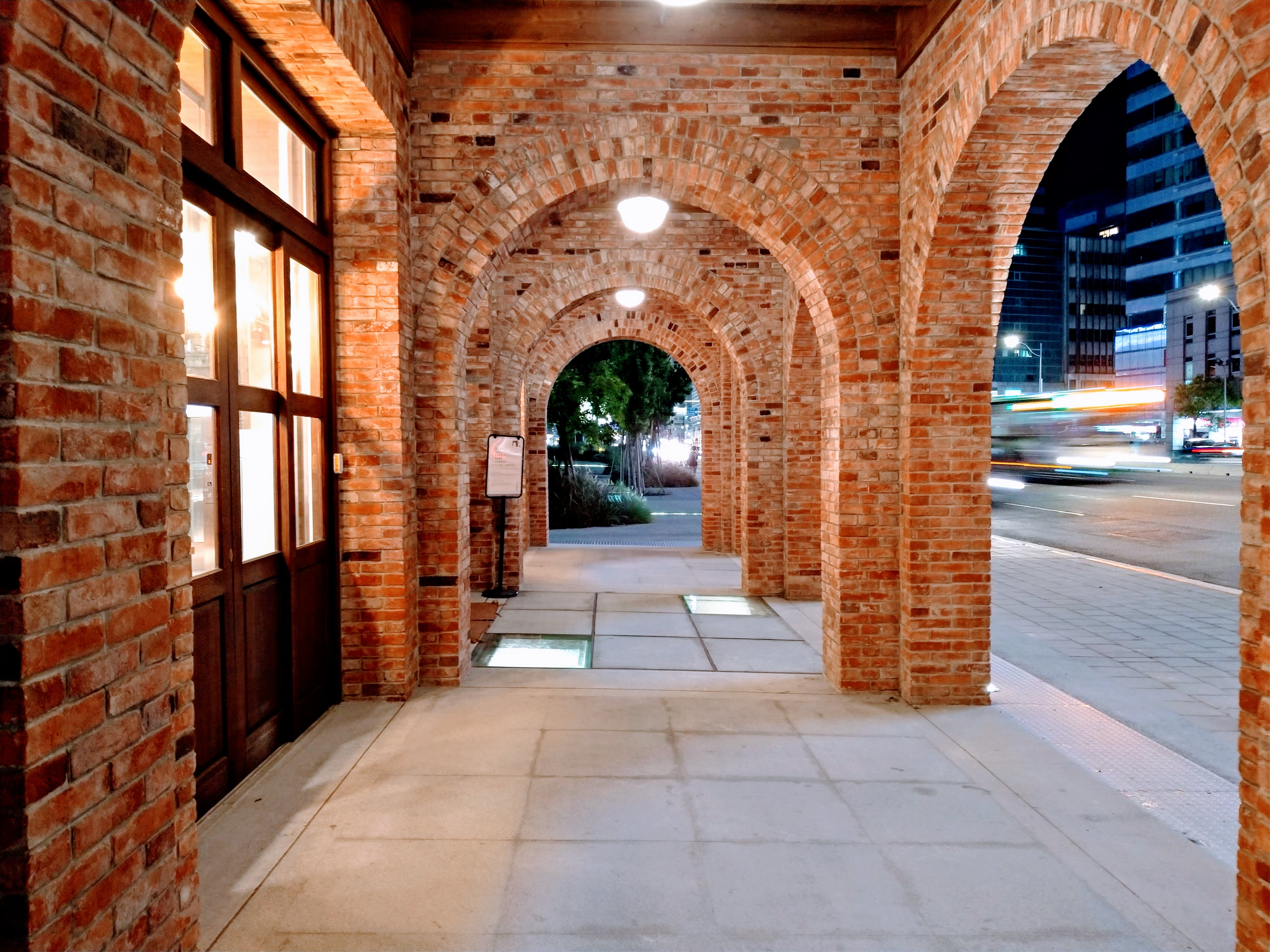
騎樓
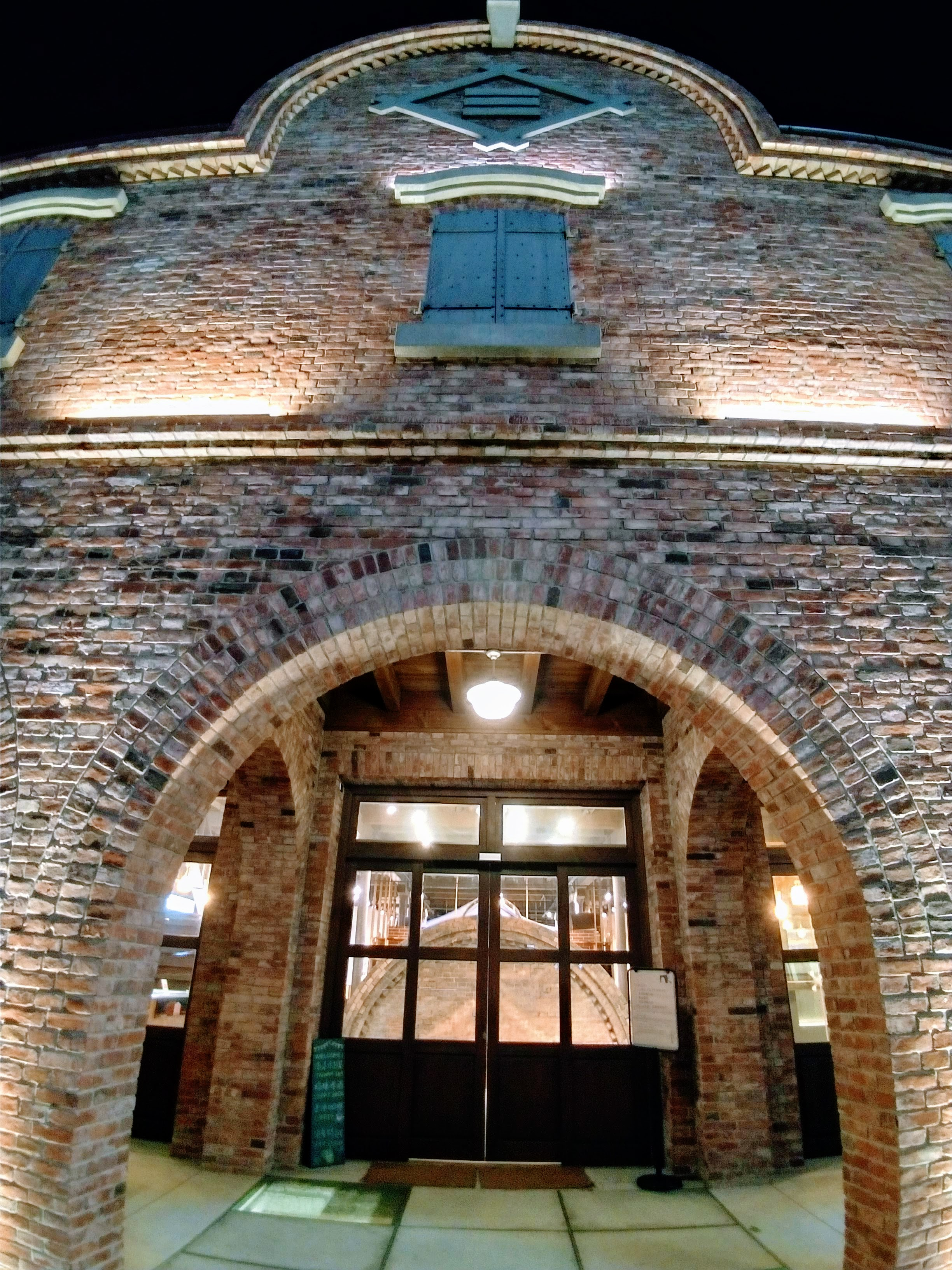
正立面夜景
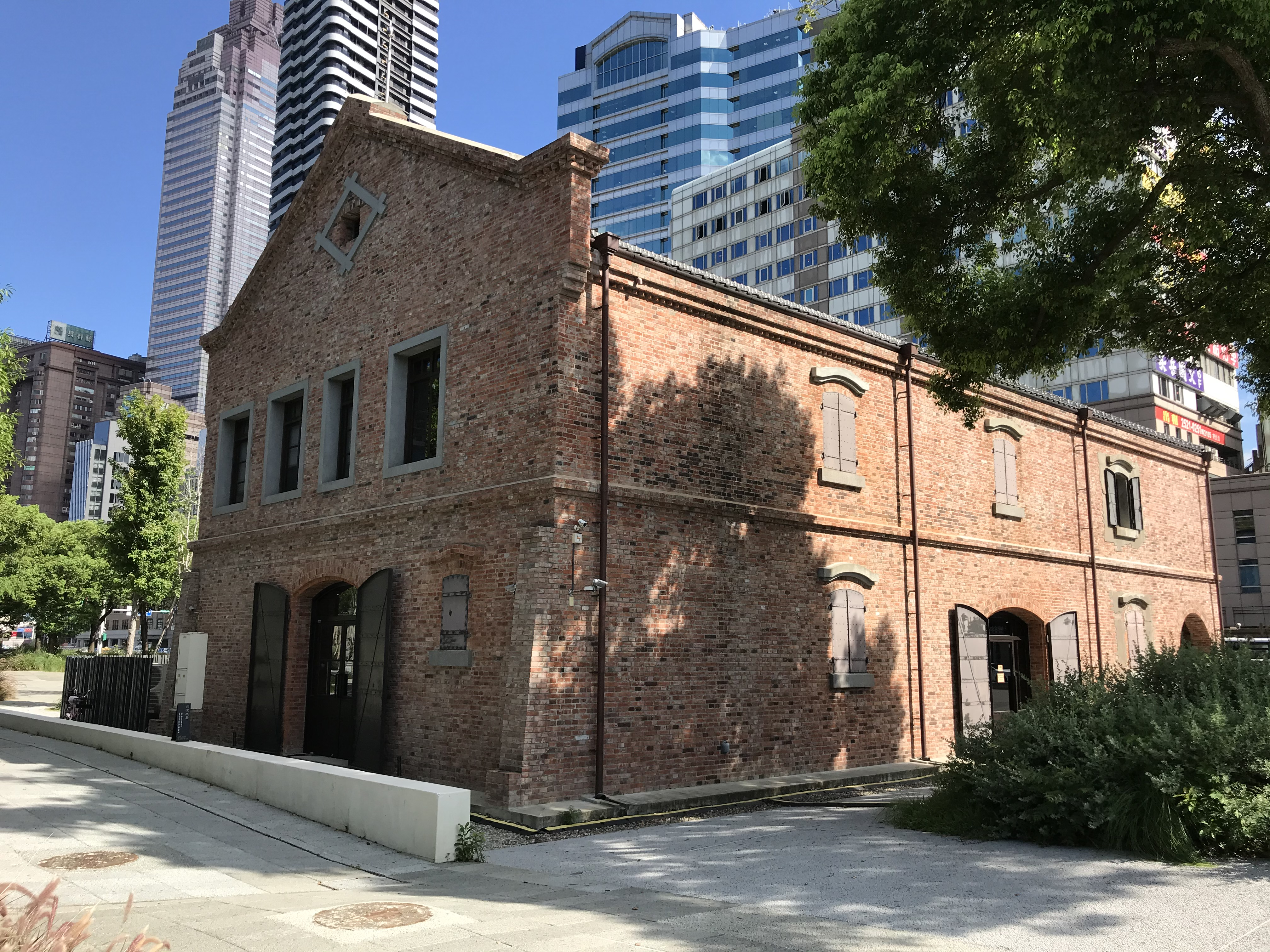
倉庫背面

2018年10月31日，台北市長柯文哲主持開幕記者會時，由台北科技大學建築系教授張崑振講解歷史、台灣三井物產董事長大橋悟出席贈予相關文獻資料。內部規劃為戴小芹建築師/黃巢設計團隊負責，除了將原山牆展示於入口處外，運用紅磚混搭透明磚，讓光可透入其中，外部再搭上金屬圓拱造型，可與周圍臺北府城北門及倉庫外觀的三個圓拱造型作呼應。文藝展區取名「記憶倉庫」，展覽有相關文史旅遊書籍、老照片、影片。
第二十七屆中華建築金石獎於2019年10月21日在中油大樓國光會議廳舉行，三井倉庫歷史建築景觀工程獲獎。

## 外部連結
- 臺北記憶倉庫臉書的Facebook專頁
- 臺北記憶倉庫官網